# Chisa
 Chisa  là một xã ở tỉnh Haute-Corse trên đảo Corse, Pháp. Xã này có diện tích 28,92 km², dân số năm 1999 là 97 người. Khu vực này có độ cao trung bình 450 mét trên mực nước biển.